# Buffy - vampyrernes skræk (film)
Buffy - vampyrernes skræk er en amerikansk film fra 1992 instrueret af Fran Rubel Kuzui.

## Medvirkende
- Candy Clark som Buffys Mor
- Kristy Swanson som Buffy
- Donald Sutherland som Merrick
- Paul Reubens som Amilyn
- Rutger Hauer som Lothos
- Luke Perry som Pike
- Michele Abrams som Jennifer
- Hilary Swank som Kimberly
- Paris Vaughan som Nicole
- David Arquette som Benny